# Quatuor à cordes no 1 de Chostakovitch
Pour les articles homonymes, voir Quatuor à cordes no 1.
Le Quatuor à cordes no 1 en ut majeur (opus 49) est une œuvre de musique de chambre composée par Dmitri Chostakovitch en 1938.

## Historique
Chostakovitch a 32 ans lorsqu'il écrit son premier quatuor à cordes, et débute ainsi un cycle de 15 œuvres qui constitueront une pierre angulaire de l'histoire de la musique de chambre, au même titre que les Quatuors à cordes de Beethoven. Il fut créé par le Quatuor Glasounov en 1938 à Léningrad.

## Structure
Le 1er Quatuor est composé en quatre mouvements de structure classique :
1. Moderato
2. Moderato
3. Allegro molto
4. Allegro

Ce quatuor qui dure 15 minutes environ est considéré comme une pièce apparemment joyeuse puisque Chostakovitch a lui-même déclaré qu'il s'agissait d'une œuvre «printanière et gaie». Cependant, il faut la replacer dans le contexte des pressions que le régime soviétique lui a imposées depuis 1936, ordonnant d'utiliser un langage simple et accessible aux masses.
Le premier mouvement est marqué par une sérénité enjouée inhabituelle dans la musique de Chostakovitch. Le second mouvement procède en un jeu de variations d'un thème au caractère très russe. Le joyeux Allegro final s'achève même dans une gaieté débridée.

## Discographie sélective
- Quatuor Borodine, intégrales des quatuors à cordes de Chostakovitch, chez Melodiya / BMG, 1997.